# Margot

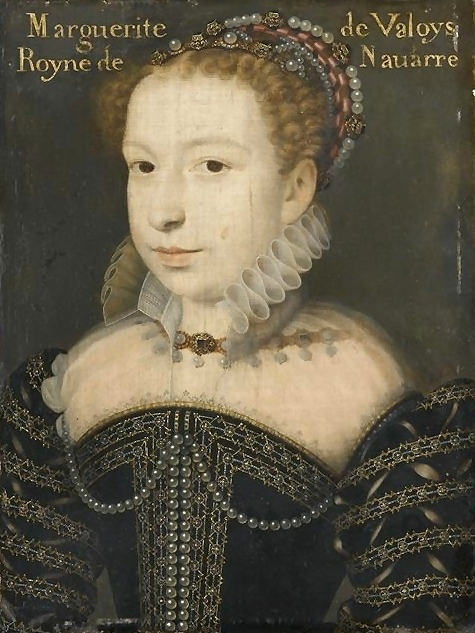
Markéta z Valois

Margot (ve francouzštině čteno [maʁɡo]) je jméno orientálního původu. Znamená perla. Francouzskou obdobou je ženské osobní jméno Marguerite, do češtiny překládané jako Markéta. Řeckou obdobou je jméno Margo. 
Svátek Margot v Čechách vychází na 20. 6.

## Nositelky jména
Mezi nositelky jména Margot v této podobě patří:
- Margot Wallströmová (* 1954) – švédská a evropská politička
- Margot Boerová (* 1985) – nizozemská rychlobruslařka
- Margot Käßmannová (* 1958) – německá teoložka
- Margot Kidderová (1948–2018) – kanadsko-americká herečka
- Margot Abascalová (* 1973) – francouzská herečka
- Margot Fonteynová (1919–1991) – anglická baletka
- Královna Margot (1553–1615) – královna navarrská a královna francouzská
- Margot Robbieová (1990) – australská herečka
- Margot Honeckerová (1927–2016) – německá komunistická politička